# Ани Хоанг
Ани Хоанг (болг. Ани Хоанг (полное вьетнамское имя: вьет. Hoàng Chông Phúc Ani Хоанг Чонг Фук Ани, западное написание: болг. Ани Фук Чонг Хоанг); род. 1 августа 1991, София, Болгария) — болгарская певица в жанре поп-фолк и актриса вьетнамского происхождения.

## Биография
Ани Хоанг родилась 1 августа 1991 года в Софии. Её отец родом из Вьетнама. У неё есть старший брат и сестра. Когда ей было 4 года, Ани участвовала в телепередаче «Кой е по-по-най» (рус. Кто лучший). В пятилетнем возрасте она училась в музыкальной школе имени Любомира Пипкова в Софии, изучала теорию музыки и обучалась играть на фортепиано. Она получила среднее образование в школе № 130 имени Стефана Караджи.

### 2009—2013: Начало карьеры и дебютный альбом
В конце 2009 года Ани подписала контракт с Николаем Пырвановым. Поэтому она начала работать в звукозаписывающей компании Real Enterprises. В начале 2010 года и выпустила свою первую песню — Кой си ти (рус. Кто ты). А после скандала Ани разорвала контракт с этой компанией и ушла. В начале 2011 года она подписала контракт с ещё одной звукозаписывающей компанией Пайнер. В том же месяце выпустила первый видеоклип на песню Не вярвам (рус. Я верю). Несмотря на высокий бюджет клипа, песня не стала популярной. В декабре того же года Ани выпустила видеоклип на песню Неподготвен (рус. Неподготовленный). В рождественскую ночь Ани презентовала свою балладную песню Тази нощ (рус. Сегодня) и вскоре после этого выпустила видеоклип на песню Луда обич (рус. Безумная любовь). В 2012 Ани победила в номинации Дебют года на ежегодной премии телеканала Планета. В 2013 году Ани выпустила свой дебютный альбом Лекарство за мъж (рус. Лекарство за мъж). Этот альбом состоит из 12-ти песен, среди них есть ремикс версия песни Луда обич и симфоническая версия песни Не вярвам.

### 2013 — настоящее время: Новый альбом
В конце февраля 2013 года Ани выпустила новую песню под названием Виетнамчето с участием певца Ильяна. В начале 2014 года Ани Хоанг выпустила новый хит песня Официално бивша (рус. Официальна бывшая). Летом того же года Ани Хоанг выпустила видеоклип на песню Между нас (рус. Между нами) вместе с Галином и певицей Кристианой, в видеоклипе снималась знаменитая актриса Латина Петрова.
В декабре того же года Боли да ме обичаш (рус. Больно любить меня) с участием Азиса.
В 2017 году Ани выпустила новую версию песни «Луда обич» в стиле хип-хоп при участии некого рэпера Dgs Onemiconemc.
В том же году вышла песня «К’во ме гледаш», которая имела скандальную популярность, некоторые считают что эта песня как оскорбление к фотомоделей Моники Валериевой и Николетте Лозановой. Сейчас Ани Хоанг записывает второй альбом, а название и дата релиза неизвестна.

## Личная жизнь
С 2012 года Ани Хоанг помолвлена с известным певцом и клипмейкером Людмилом Иларионовым, который поёт под псевдонимом Люси и старше её на 17 лет, даже планируют свадьбу, но дата не разглашается. Для неё единственный клипмейкер.

## Дискография
1. 2013 — Лекарство за мъж / Лекарство для мужчины

## Видеография
| Год  | Клип                                                                                  | Режиссёр                | Примечание                                                                                               |
| ---- | ------------------------------------------------------------------------------------- | ----------------------- | --- |
| 2011 | Не вярвам                                                                             | Людмил Иларионов — Люси | Дебютное видео. Видеоклип был снят полностью в азиатском стиле.                                          |
| 2011 | Лекарство за мъж                                                                      | Людмил Иларионов — Люси | |
| 2011 | Неподготвен                                                                           | Людмил Иларионов — Люси | |
| 2012 | Луда обич                                                                             | Людмил Иларионов — Люси | |
| 2013 | Загасете светлините Архивная копия от 22 октября 2015 на Wayback Machine              | Людмил Иларионов — Люси | Видеоклип выполнен в стиле хип-хоп                                                                       |
| 2013 | Виетнамчето Архивная копия от 5 марта 2013 на Wayback Machine                         | Людмил Иларионов — Люси | Видеоклип показывает про клубную жизнь. Главная фишка клипа эта её серебряная куртка.                    |
| 2013 | Скрий му очите Архивная копия от 31 января 2017 на Wayback Machine                    | Людмил Иларионов — Люси | |
| 2013 | Точно по мярка Архивная копия от 30 сентября 2014 на Wayback Machine                  | Людмил Иларионов — Люси | |
| 2013 | Ако питаш пиян ли съм (ремикс) Архивная копия от 12 апреля 2019 на Wayback Machine    | Людмил Иларионов — Люси | Первое дуэтное видео, но в середине клипе читает рэп.                                                    |
| 2013 | Малко шум за Ани Хоанг                                                                | Людмил Иларионов — Люси | Второе дуэтное видео. Видеоклип снимали в Марокко.                                                       |
| 2014 | Да го правим Архивная копия от 23 августа 2017 на Wayback Machine                     | Людмил Иларионов — Люси | Её костюмы и сцены выполнены в стиле аниме.                                                              |
| 2014 | Официално бивша Архивная копия от 28 марта 2016 на Wayback Machine                    | Людмил Иларионов — Люси | Третье дуэтное видео. В начале и середине видеоклипа Люси сначала поёт по-английски, а потом читает рэп. |
| 2014 | Между нас Архивная копия от 31 марта 2016 на Wayback Machine (с Галином и Кристианой) | Людмил Иларионов — Люси | Третий дуэтный видеоклип. В клипе участвовала Латина Петрова.                                            |
| 2014 | Боли да ме обичаш                                                                     | Людмил Иларионов — Люси | В видеоклипе отсутствовал Азис.                                                                          |
| 2015 | Благодаря ти Архивная копия от 9 апреля 2019 на Wayback Machine                       | Людмил Иларионов — Люси | |
| 2015 | Имам новина Архивная копия от 16 января 2019 на Wayback Machine                       | Людмил Иларионов — Люси | Хореографию выполняла шоу-балет Fame.                                                                    |
| 2015 | Като нощ и ден Архивная копия от 12 апреля 2019 на Wayback Machine                    | Людмил Иларионов — Люси | |
| 2015 | Няма да те бавя Архивная копия от 21 июня 2019 на Wayback Machine                     | Людмил Иларионов — Люси | |
| 2016 | Стой далеч от мен Архивная копия от 30 ноября 2021 на Wayback Machine                 | Людмил Иларионов — Люси | |
| 2016 | На сантиметри Архивная копия от 19 июля 2020 на Wayback Machine                       | Людмил Иларионов — Люси | Видеоклип снимали в США.                                                                                 |
| 2016 | Пак съм твоя                                                                          | Людмил Иларионов — Люси | Видеоклип снимали на воздушном шаре                                                                      |

## Фильмография
- 2013 — Семья — Ким